# Leptogomphus coomansi
Leptogomphus coomansi – gatunek ważki z rodziny gadziogłówkowatych (Gomphidae). Endemit Borneo, jest tam szeroko rozpowszechniony.